# Partei des Demokratischen Kampuchea
Die Partei des Demokratischen Kampuchea (Khmer: គណបក្សកម្ពុជាប្រជាធិបតេយ្យ, Englisch: Party of Democratic Kampuchea, PDK) war eine Partei in Kambodscha. Sie wurde im Dezember 1979 als Nachfolgepartei der Kommunistischen Partei Kambodschas gegründet und 1994 aufgelöst. Die Partei verfügte über einen militärischen Arm, die Nationalarmee des Demokratischen Kampuchea (NADK), welche 35.000 bis 50.000 Mann umfasste und gegen die vietnamesische Besatzungsmacht und ihre kambodschanischen Verbündeten kämpfte. Die Partei war ab 1982 Teil der Koalitionsregierung des Demokratischen Kampuchea. Sie herrschte in Gebieten im Norden und Westen des Landes, die nicht unter Kontrolle der pro-vietnamesischen Volksrepublik Kampuchea standen.
Populärwissenschaftlich wird die Partei auch Rote Khmer genannt, obwohl unter dem Begriff „Rote Khmer“ verschiedene Organisationen und bewaffnete Einheiten verstanden wurden und werden. Erster Vorsitzender der Partei war Pol Pot, der vormalige Generalsekretär der Kommunistischen Partei und Regierungschef des Demokratischen Kampuchea. Er wurde 1985 von Khieu Samphan abgelöst. Während der UN-Übergangsverwaltung in Kambodscha gründeten Mitglieder der PDK im November 1992 als Nachfolgepartei die Kambodschanische Nationale Einheitspartei. Diese boykottierte jedoch die Wahlen im Mai 1993 und bildete 1994 eine Gegenregierung, die weiterhin Gebiete an der westlichen und nördlichen Grenze kontrollierte. Im wiedererrichteten Königreich Kambodscha wurde die PDK im Juli 1994 gesetzlich verboten.

## Bekannte Mitglieder
- Pol Pot (1925 oder 1928–1998)
- Ieng Sary (1925–2013)
- Khieu Samphan (* 1931)

## Verwechslungsgefahr
Die Partei darf nicht mit der Demokratischen Partei (Khmer: ក្រុមប្រជាធិបតេយ្យ, „Democratic Group“; französisch: Parti démocrate) verwechselt werden.